# Ушкемпиров, Жаксылык Амиралыулы
Жаксылы́к Амиралыулы Ушкемпи́ров (каз. Жақсылық Әмірәліұлы Үшкемпіров; 6 мая 1951, Чапаев, Джамбулская область — 2 августа 2020, Нур-Султан) — советский борец классического стиля, олимпийский чемпион, Герой Труда Казахстана (2017), Заслуженный мастер спорта СССР (1980). Чемпион мира. Заслуженный тренер Казахской ССР.

## Биография
Происходит из подрода бестерек рода шымыр племени дулат.
В школе занимался национальной борьбой казакша-курес. Поступил в Семипалатинский зооветинститут. Борьбой занялся случайно, сначала вольной. Будущему чемпиону Олимпийских игр был необходим зачёт по лыжному спорту, без которого не допускали к сессии, а на лыжах Ушкемпиров до этого не стоял никогда. Преподаватель физкультуры поставил условием зачёта выигрыш в схватке по вольной борьбе у другого студента, что Ушкемпиров с трудом, но выполнил, после чего приступил к постоянным тренировкам. В 1971 году, после двух лет занятий борьбой, выиграл чемпионат Казахской ССР по вольной борьбе и, поскольку, по его мнению, несправедливо не был взят на первенство СССР, перешёл к другому тренеру и начал заниматься классической борьбой. В этом же году вновь выиграл чемпионат Казахской ССР, уже по классической борьбе. В 1972 году выступив на чемпионате СССР стал пятым, в 1973 году стал бронзовым призёром первенства страны и был включён в сборную СССР.
На Летних Олимпийских играх 1980 года в Москве боролся в весовой категории до 48 килограммов.

Незадолго до финального поединка (sic) он узнал, что его соперником будет олимпийский чемпион румын Александру. Для казахского спортсмена это стало настоящим шоком. Он побелел как мел, впал в оцепенение. Ни тренеры, ни врачи с массажистами не могли привести его в чувство. А до начала поединка оставалось не более трёх минут. И тут Волков [психолог команды], вопреки всем психологическим установкам, начал бить спортсмена по щекам. Жаксылык от гнева весь моментально покраснел и бросился на Николая с кулаками. Психолога спасла только разница в весовых категориях.
В схватках:
- в первом круге по баллам со счётом 6-2 выиграл у Константина Александру (Румыния);
- во втором круге по баллам со счётом 13-10 выиграл у Романа Кирпача (Польша);
- в третьем круге по баллам со счётом 17-6 выиграл у Ференца Шереша (Венгрия);
- в четвёртом круге участия не принимал;
- в пятом круге по баллам со счётом 12-7 выиграл у Павла Христова (Болгария) и завоевал звание олимпийского чемпиона[5]

Жаксылык Ушкемпиров о своей манере борьбы:

— Ну какая у меня была техника?! — Ушкемпиров разводит руками.

— Никакой! Собью в партер «бычком», у Валеры Резанцева «одолжил», и накатываю. Разве это техника? Моё оружие — темп! Дышал неплохо, уставали ребята… 
Ушкемпиров выступал за ДСО «Кайрат» (Семипалатинск) (1972—1975), ДСО «Кайрат» (Алма-Ата) (1975—1982). Чемпион мира (1981), второй призёр Кубка мира (1982), второй призёр чемпионата Европы (1980), двукратный чемпион СССР (1975, 1980), серебряный призёр чемпионата СССР (1978, 1979), бронзовый призёр чемпионата СССР (1973, 1977), чемпион Спартакиады народов СССР (1975).
В 1974—1984 годах Жаксылык Ушкемпиров работал инструктором Государственного спорткомитета Казахской ССР.
С 1984 года олимпийский чемпион начал проводить Юношеский турнир на призы Жаксылыка Ушкемпирова, который в 2016 году обрёл международный статус.
В 1984—1993 годах работал директором спортивной школы республиканского профсоюзного комитета, а с 1993 года — директором спортивного клуба «Жаксылык».
Жил в Алма-Ате, занимался животноводством.
2 августа 2020 года Жаксылык Ушкемпиров скончался в возрасте 69 лет, причиной смерти стала вирусная пневмония. Похоронен на Кенсайском кладбище.

## Признание
В 2014 году Жаксылык Ушкемпиров был включён в Зал славы FILA.

### Награды
- Кавалер ордена «Знак Почёта» и казахстанских орденов Почёта и Барса 1 степени[11].
- Почётный гражданин Тараза и Алма-Аты (2012)[12].
- Почётный знак «За заслуги в развитии физической культуры, спорта и туризма» (27 марта 2017 года, Межпарламентская ассамблея СНГ) — за значительный вклад в развитие физической культуры, спорта и туризма в государствах — участниках Содружества Независимых Государств, реализацию идей сотрудничества в сфере физической культуры, спорта и туризма[13]
- 15 декабря 2017 года президентом Казахстана Нурсултаном Назарбаевым Жаксылыку Ушкемпирову было присвоено звание Герой Труда Казахстана[14].
- 23 июня 2020 года награждён медалью «Халық алғысы»[15].

### Отзывы
Помимо борцовских качеств Жаксылык Ушкемпиров отличался полной совместимостью со всеми членами команды.

Перед Олимпиадой в Москве в сборной команде СССР по классической борьбе была проведена игра. Её так и назвали: «С кем бы ты полетел в космос?» Во избежание каких-либо поправок «на ветер», было проведено тайное голосование. Десять первых номеров сборной, не указывая своих фамилий, заполнили десять одинаковых листков. И вот в девяти листках первой стояла фамилия одного и того же человека. Кто-то написал фамилии двоих своих товарищей, кто-то — троих-четверых, но первым во всех девяти листках был один — Жаксылык Ушкемпиров… В десятом листке были два слова: «Со всеми».
— Ян Дымов

### Память
В 2019 году о жизни Жаксылыка Ушкемпирова был снят художественный фильм «Жаксылык» (Казахстан). Ушкемпирова в юном и подростковом возрасте сыграли Эльнар Назаркул и Сануржан Сулейменов, а роль 60-летнего спортсмена сыграл Досжан Жанботаев. 2-го декабря 2020 года Дворец единоборств в Астане был переименован в честь Жаксылыка Ушкемпирова [16]. 8-го сентября 2021 года рядом с ним был открыт памятник .